# Yaakov Cohen
Yaakov Cohen (en anglais : Ya'akov Cohen, en hébreu : עקב כהן, est un homme politique israélien, né le 13 juillet 1953 à Bnei Brak, Israël. Il est membre du parti Judaïsme unifié de la Torah.

## Biographie
Né à Bnei Brak, Cohen a été ordonné rabbin à la LeHora'a Beit Talmud. Il a fondé le Séminaire hassidique Bnei Brak en 1980 et a servi comme directeur jusqu'en 2001.
Aux élections à la Knesset de 2006, il était sixième sur la liste de Judaïsme unifié de la Torah, et est devenu un membre de la Knesset quand le parti a remporté son sixième siège. Il a démissionné de son siège le 31 juillet 2008 dans le cadre d'un accord de rotation, et a été remplacé par Uri Maklev.
En 2006, Yaakov Cohen a dénoncé à Jérusalem les droits des homosexuels en indiquant « Ce n'est pas le défilé de la fierté gay, mais la parade de la honte! ».